# Hassi R'Mel
Pour les articles homonymes, voir Hassi.
 (avril 2011).
Si vous disposez d'ouvrages ou d'articles de référence ou si vous connaissez des sites web de qualité traitant du thème abordé ici, merci de compléter l'article en donnant les références utiles à sa vérifiabilité et en les liant à la section « Notes et références ».
Hassi R'Mel est une commune de la wilaya de Laghouat en Algérie. On y trouve le plus grand gisement de gaz naturel du continent africain.

## Géographie

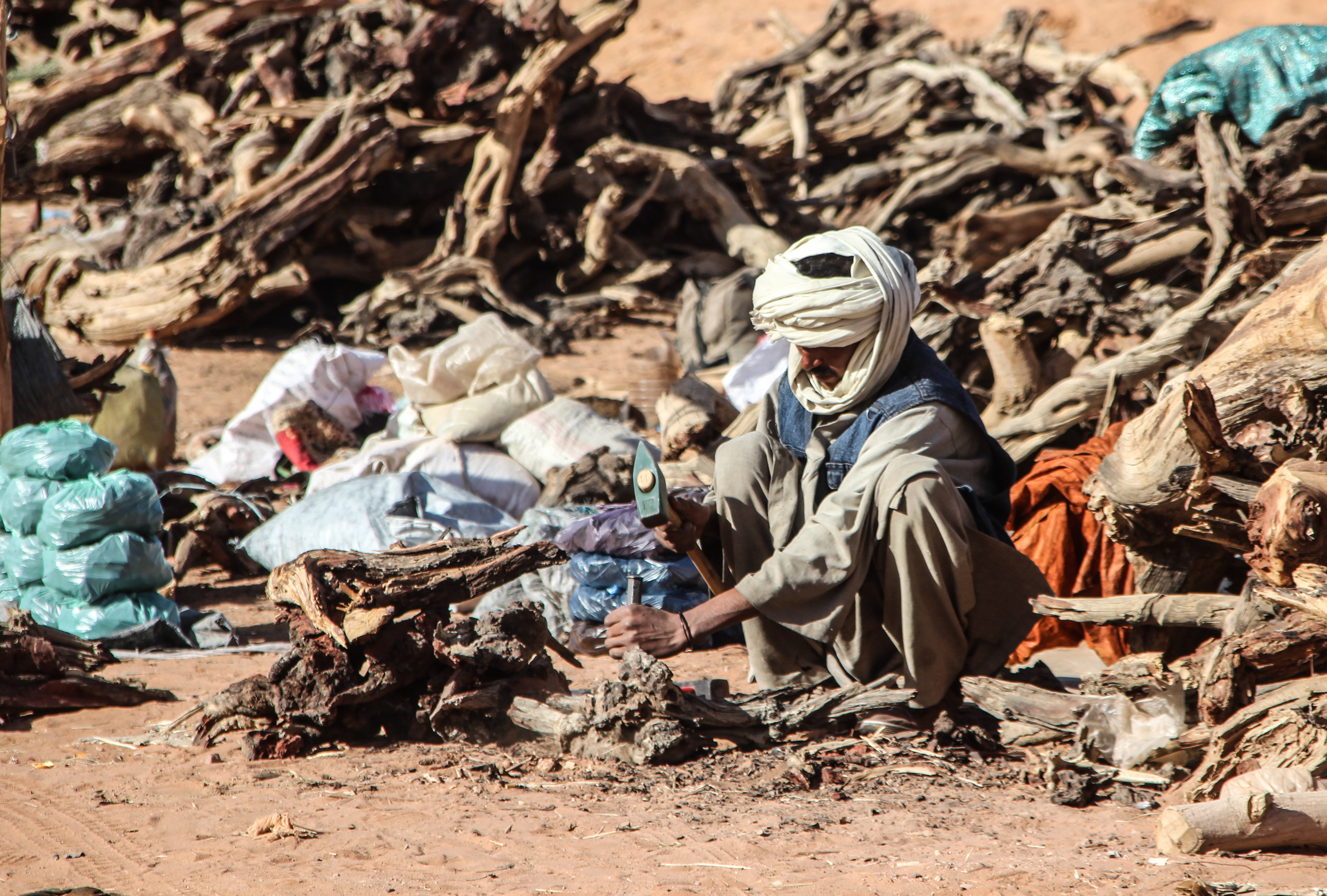
Vendeur de bois, un matériau rare dans cette région.

Le gisement de Hassi R'Mel est situé à 550 km au sud d’Alger la capitale, entre les wilayas de Ghardaïa et Laghouat, dans cette région relativement plate du Sahara l’altitude moyenne est d’environ 750 m.
Le climat est caractérisé par une pluviométrie faible (140 mm/an) et une humidité moyenne de 19 % en été et 34 % en hiver.
Elle se situe sur une vaste plateau rocailleux ou la végétation est quasi absente seuls quelques buissons et pistachiers sauvages y poussent.

## Toponymie
Le nom de la ville vient de l'arabe algérien « Hassi » (puits) ; par ailleurs, le mot arabe « R'mel » signifie « sables » (au pluriel). Hassi R'mel signifie littéralement « puits des sables » ou « puits des étendues de sable ».

### Transport
Hassi R'Mel est desservie par un aéroport situé à 1,5 km à l'est de la ville.

## Économie

### Gisement de gaz naturel
Découvert en 1956 par la Compagnie française des pétroles Algérie, dans une formation triasique, le gisement représente encore le quart de la production de gaz du pays. Environ la moitié de ses réserves initiales (estimées à 2 400 milliards de mètres cubes) seraient épuisées. Les installations construites autour de Hassi R'Mel sont la plaque tournante de l'industrie gazière algérienne : en plus de la production du gisement lui-même, elles centralisent le gaz produit dans d'autres régions d'Algérie, comme le gaz associé d'Hassi Messaoud.
Depuis Hassi R'Mel, différents gazoducs exportent le gaz : depuis 2011, le Medgaz délivre du gaz directement à l'Espagne, tandis que le transmed traverse la Tunisie pour livrer du gaz en Italie, le Maghreb-Europe prend lui le chemin du détroit de Gibraltar en passant par le Maroc, tandis que trois autres se dirigent vers les grandes villes de la côte algérienne pour alimenter la consommation locale, la pétrochimie et les terminaux de gaz naturel liquéfié.
Le gaz naturel de Hassi R'Mel est riche en condensats. Pour maximiser la récupération totale, une partie du gaz « sec » (après extraction des condensats) est réinjecté dans le gisement. Cette pratique se traduit à long terme par une diminution du ratio condensats/gaz. Du gaz de Hassi R'Mel est également injecté dans des gisements de pétrole alentour, pour y améliorer la récupération du pétrole.
Une centrale hybride solaire/gaz de 150 MW est en construction (source NEAL).